# Wilhelm (książę von Hanau-Hořovice)

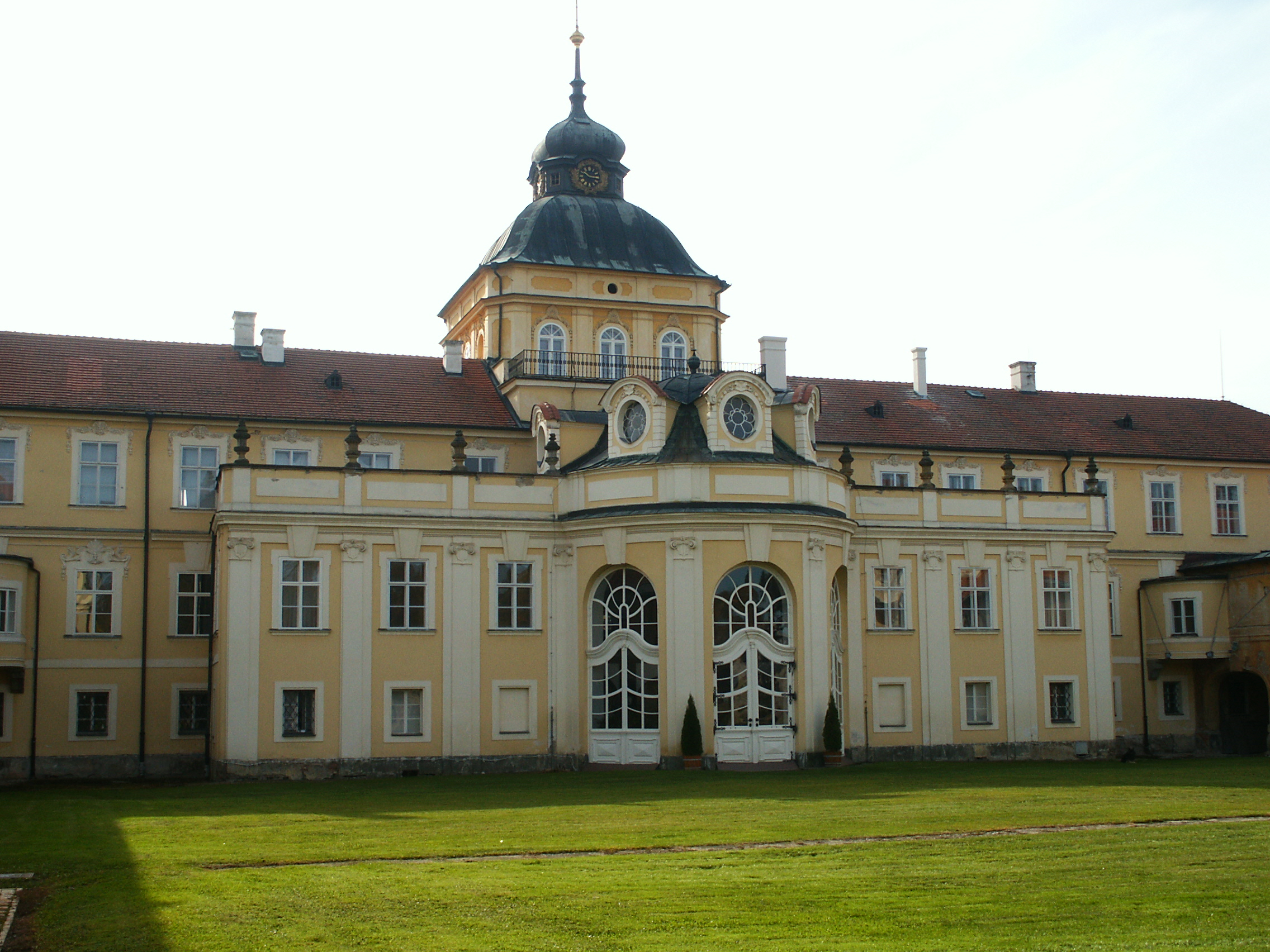
Zamek w Hořovicach

Wilhelm von Hanau-Hořovice  (ur. 19 lutego 1836 w Kassel, zm. 3 czerwca 1902 na Zamku Hořovice). Wilhelm był trzecim synem księcia elektora Fryderyka Wilhelma I (1802–1875) i jego morganatycznej małżonki Gertrudy Falkenstein (1803–1882), po pierwszym mężu Lehmann, później hrabiny von Schaumburg i księżniczki von Hanau und zu Hořowitz. Po śmierci starszego brata Maurycego był w latach 1889–1902 drugim księciem von Hanau.

## Życiorys

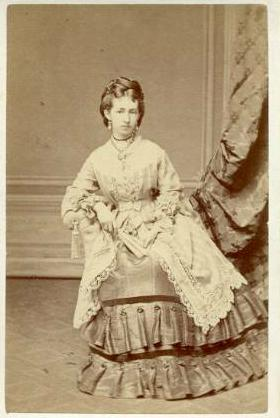
Księżniczka Elżbieta zu Schaumburg-Lippe, w 1866 roku

Rozpoczął służbę w armii elektoratu heskiego. W 1866 roku ukończył służbę w randze majora. Po aneksji księstwa przez Prusy wraz z ojcem udał się na emigrację do Austrii. Na emigracji wstąpił do Cesarsko-Królewskiej Obrony Krajowej, która była częścią sił zbrojnych Monarchii Austro-Węgierskiej. Wilhelm interesował się muzyką. Przyczynił się do upiększenia parku pałacowego Hořovice. Dla Wilhelma pracował rzeźbiarz Henryk Natter, który wykonał pomniki Fryderyka Wilhelma I czy Richarda Wagnera. 
29 stycznia 1866 poślubił we Frankfurcie nad Menem księżniczkę Elżbietę von zu Schaumburg–Lippe (1841–1926). Było to pierwsze małżeństwo dynastyczne jednego z synów Fryderyka Wilhelma I. Elżbieta był córką księcia Jerzego von Schaumburg-Lippe a siostrą księcia Adolfa I von Schaumburg-Lippe. Małżeństwo było mariażem zaprojektowanym przez rodziców i obliczonym na konkretne cele polityczne. W momencie aneksji księstwa Hesji-Kassel przez Prusy cele polityczne zniknęły. Para rozwiodła się 22 kwietnia 1868 roku. 
Po raz drugi ożenił się Wilhelm 12 maja 1890 roku. Jego żoną została hrabina Elżbieta von Lippe-Biesterfeld-Weißenfeld (1868–1952). Oba małżeństwa pozostały bezdzietne. Po śmierci starszego brata Maurycego w 1889 roku, Wilhelm został drugim księciem von Hanau-Hořovice. Z kolei po jego śmierci tytuł przejął młodszy brat Karol.